# Chiesa di Sant'Antonio Abate (Fiavé)
La chiesa di Sant'Antonio abate è una chiesa sussidiaria a Stumiaga, frazione di Fiavé, in Trentino. Rientra nella zona pastorale delle Giudicarie dell'arcidiocesi di Trento e risale al XV secolo.

## Storia

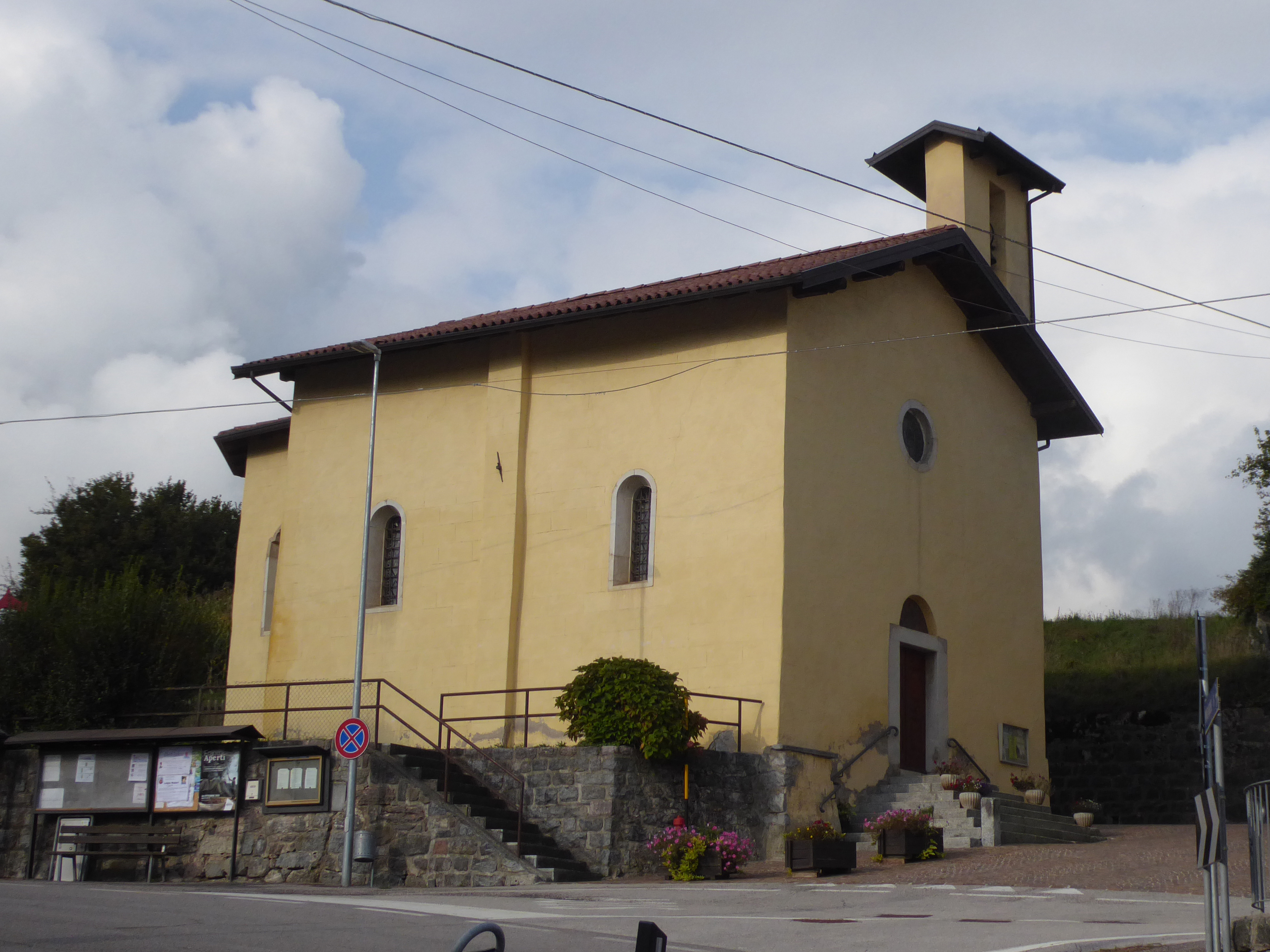
Vista laterale della chiesa.

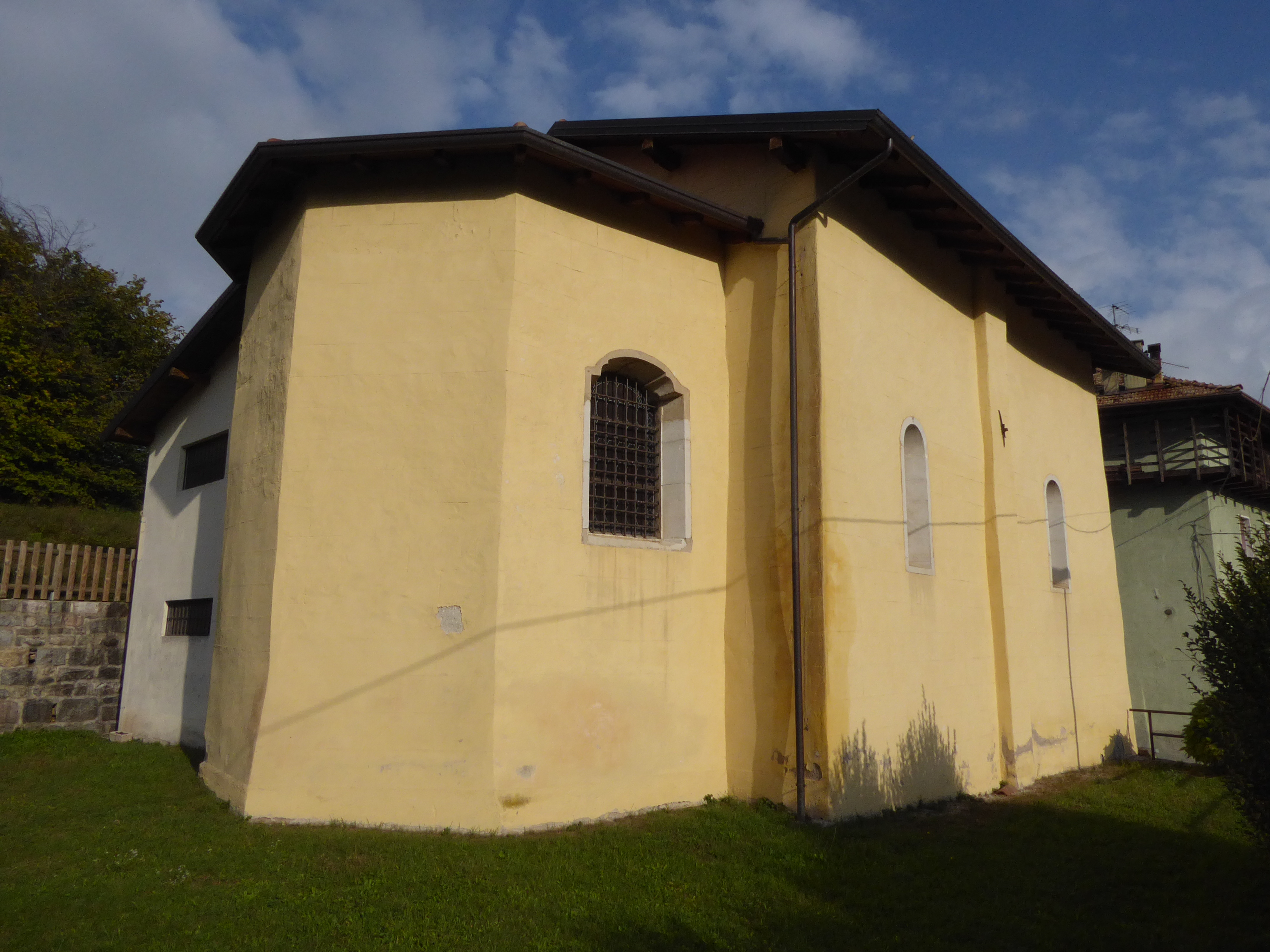
Abside.

La chiesa con dedicazione a Sant'Antonio nella frazione di Stumiaga venne citata per la prima volta nel 1482. All'inizio del XVII secolo fu oggetto di interventi per il suo completamento e la sistemazione delle coperture.
Nel 1859 venne elevata a dignità di chiesa primissaria legata alla Chiesa di San Lorenzo, pieve di Lomaso e quattro anni dopo le fu concessa la custodia eucaristica.
A partire dalla metà del XX secolo fu oggetto di interventi di reasturo e conservazione che si realizzarono anche con un arricchimento dell'impianto decorativo in particolare sulle volte e nella parte presbiteriale. Fu inoltre edificata la nuova sacrestia, furono tinteggiate le pareti e vennero rivisti sia gli interni sia la scala esterna.
Nel 1959 venne elevata a dignità curaziale e nel XXI secolo venne rifatta la copertura del tetto.

## Descrizione

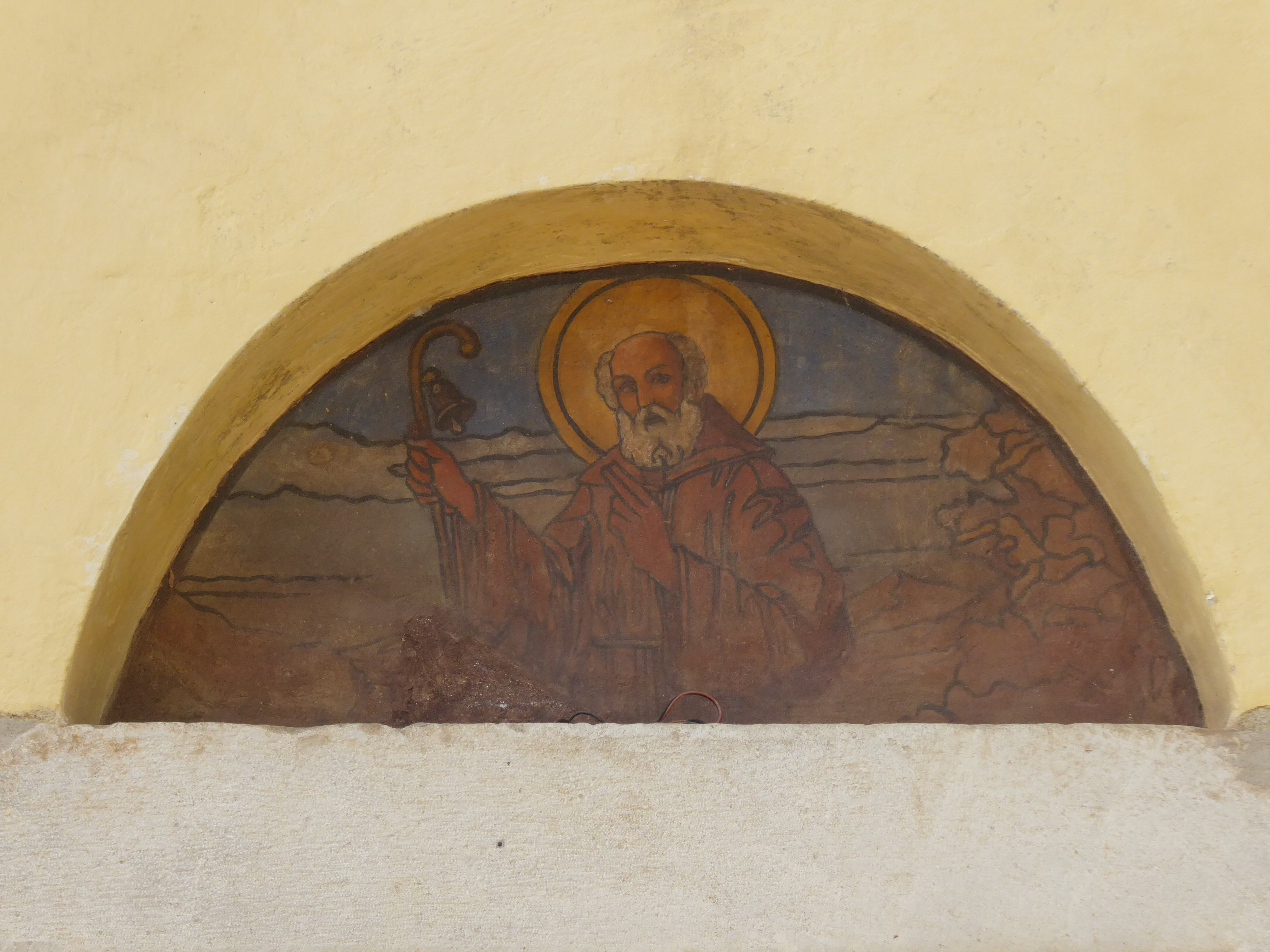
Affresco di sant'Antonio abate nella lunetta sopra alla porta d'ingresso

### Esterni
La piccola chiesa si trova nella frazione di Stumiaga, tra Dasindo e Fiavé. Il suo orientamento è verso sud-ovest. Il prospetto principale è semplice, a capanna con due spioventi. Il sagrato anteriore è in leggera pendenza e si accede al portale con cornice lapidea architravato attraverso una scalinata asimmetrica. Sopra il portale la piccola lunetta è decorata con l'affresco che raffigura il titolare e in alto si apre il piccolo oculo rotondo. Il campanile a vela si alza dal tetto in posizione avanzata, sul lato destro della faciata.

### Interni
La navata interna è unica e la zona presbiteriale, non in asse esatto con la sala, è leggermente rialzata. Sulle pareti laterali sono presenti vari affreschi.
L'altare maggiore è in marmo e il fonte battesimale risale al 1873.